# Jamie Redd
Jamie Redd (San Francisco, 5 novembre 1977) è un'ex cestista e allenatrice di pallacanestro statunitense, professionista nella WNBA.